# Tasiocera tonnoirana
Tasiocera tonnoirana är en tvåvingeart som beskrevs av Alexander 1932. Tasiocera tonnoirana ingår i släktet Tasiocera och familjen småharkrankar. Inga underarter finns listade i Catalogue of Life.